# La Tentation d'une île

La Tentation d'une île : Derrière les caméras de la télé réalité (janvier 2009) est un livre de Philippe Bartherotte, faisant état de nombreuses tricheries dans la téléréalité.

## Les suites
Après les premières révélations de l'auteur (ancien collaborateur de M6) sur les trucages de Pekin express, la chaîne M6 avait affirmé (2008) avoir déposé une plainte en diffamation contre Philippe Bartherotte, et indiqué qu'« une procédure judiciaire suivait son cours ». 
Philippe Bartherotte raconte cette fois les coulisses d'un contentieux qu'il a engagé contre Studio 89 Productions, qu'il poursuit pour infraction à la législation sociale et au droit du travail.
Celui-ci a publié une suite aux Éditions Jacob-Duvernet : L'avocat du diable, derrière les procès de la télé réalité (janvier 2012). 